# میانه کرداحمد
میانه کرداحمد یکی از روستاهای استان آذربایجان شرقی است که در دهستان نوجه‌مهر بخش سیه‌رود شهرستان جلفا واقع شده‌است.این روستا ۴۳ نفر جمعیت دارد.